# Municipio de Norway (condado de Lincoln)
El municipio de Norway (en inglés: Norway Township) es un municipio ubicado en el condado de Lincoln en el estado estadounidense de Dakota del Sur. En el año 2010 tenía una población de 242 habitantes y una densidad poblacional de 2,6 personas por km².

## Geografía
El municipio de Norway se encuentra ubicado en las coordenadas 43°7′34″N 96°37′40″O / 43.12611, -96.62778. Según la Oficina del Censo de los Estados Unidos, el municipio tiene una superficie total de 92.96 km², de la cual 92,93 km² corresponden a tierra firme y (0,04 %) 0,03 km² es agua.

## Demografía
Según el censo de 2010, había 242 personas residiendo en el municipio de Norway. La densidad de población era de 2,6 hab./km². De los 242 habitantes, el municipio de Norway estaba compuesto por el 99,17 % blancos, el 0,83 % eran asiáticos. Del total de la población el 0 % eran hispanos o latinos de cualquier raza.